# Zespół pomnikowy polskich artylerzystów w Toruniu

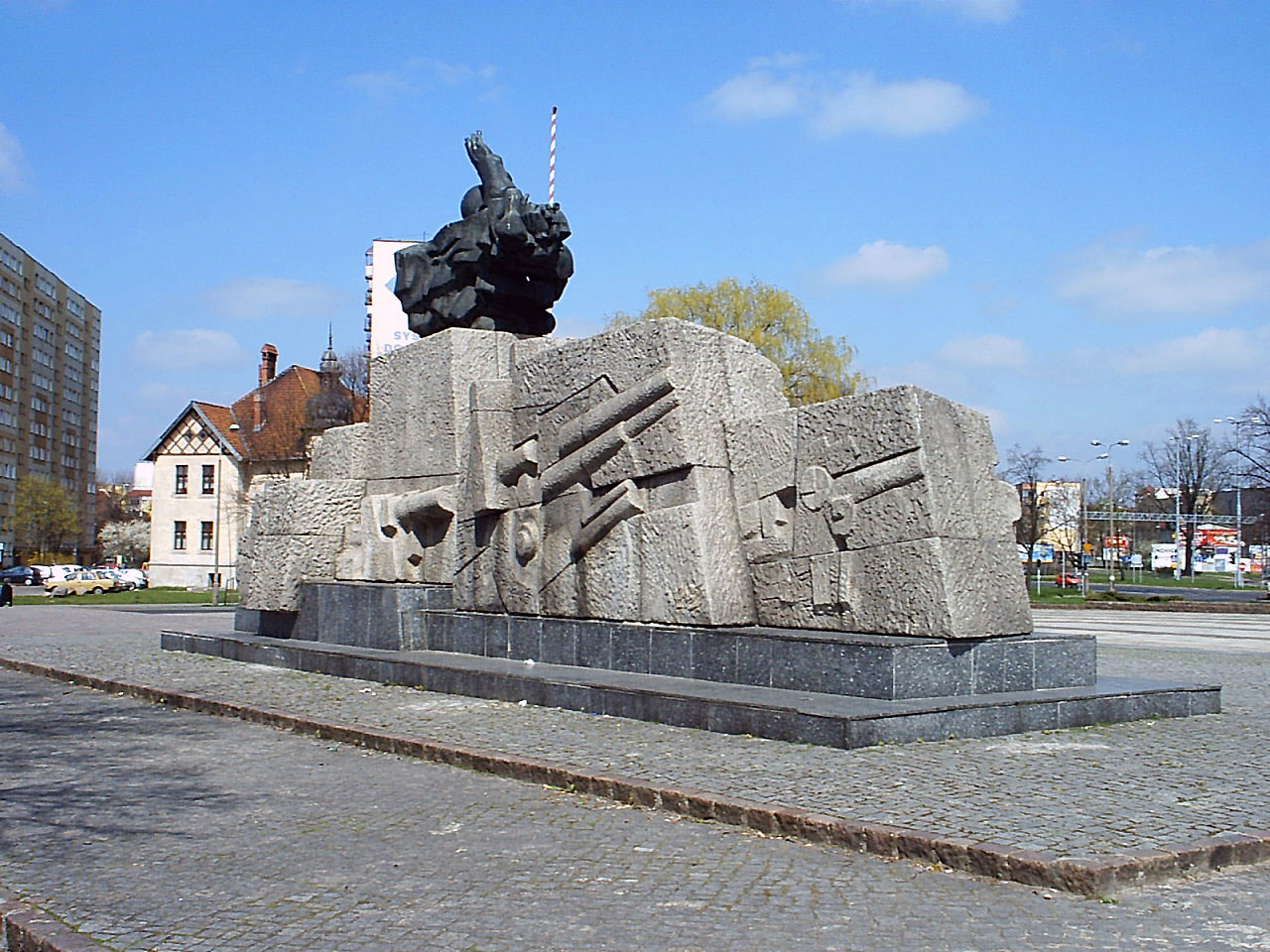
Powstały w 1980 Pomnik Artylerii Polskiej usytuowany na pl. Zwycięstwa do roku 2015

Zespół pomnikowy polskich artylerzystów w Toruniu – zespół pomnikowy upamiętniający toruńskich artylerzystów, składający się z trzech elementów: pomnika artylerzystów na blokach granitowych, płyty z napisem: Wieczna cześć i chwała polskim artylerzystom i znicza. Od 2015 znajduje się przy pl. Towarzystwa Miłośników Torunia.

## Historia
Po raz pierwszy inicjatywę budowy pomnika artylerzysty podjęto w stolicy polskiej artylerii w Toruniu już w 1937, zamierzenia nie wyszły poza wstępne projekty i plany. Ponownie wystąpiono z inicjatywą budowy pomnika artylerzysty w Toruniu w 1946. Z propozycją taką wystąpił ówczesny komendant Centrum Wyszkolenia Artylerii gen. bryg. Artur Hulej. Powstała wtedy Komisja Inicjatywna uzgodniła z władzami miejskimi lokalizację pomnika. Wybrano miejsce u zbiegu ulic Adama Mickiewicza, Alei 700-lecia i Wałów Gen. Władysława Sikorskiego. Istniejący w tym miejscu plac postanowiono nazwać placem Artylerii. Początkiem budowy pomnika miało być położenie kamienia węgielnego.
Ceremonia położenia kamienia węgielnego odbyła się w Święto Artylerii 1 grudnia 1946, na którą przybyli szef Sztabu Generalnego gen. broni Władysław Korczyc, Główny Inspektor Artylerii gen. broni Bolesław Czarniawski, Wojewoda Pomorski Wojciech Wojewoda oraz przedstawiciele władz administracyjnych i politycznych Torunia. Po przyjęciu meldunku przez gen. Korczyca od dowódcy uroczystości – komendanta Oficerskiej Szkoły Artylerii płk. Eugeniusza Laszki rozpoczęła się polowa msza św., którą sprawował kapelan ks. mjr Jan Tołpa. Po jej zakończeniu odczytano rozkaz Naczelnego Dowódcy WP marszałka Polski Michała Roli-Żymierskiego nr 289 z dnia 30 listopada 1946 o obchodach Święta Artylerii. Podniosłość chwili zaakcentowano 12 salwami artyleryjskimi z dział ustawionych nad brzegiem Wisły. Po czym wygłosił przemówienie gen. broni Władysław Korczyc, który podkreślił kolosalny wysiłek artylerii polskiej w walkach o wyzwolenie ziem polskich, a także rolę artylerii w Wojsku Polskim. Następnie odbyła się ceremonia położenia kamienia węgielnego i wmurowania aktu erekcyjnego. Potem przewodniczący Miejskiej Rady Narodowej Zygmunt Chojnicki odczytał uchwałę o nazwaniu placu, na którym stanie pomnik artylerii – placem Artylerii.
Po tych uroczystościach stanął problem wykonania pomnika. Realizację projektu pomnika powierzono studentowi Wydziału Sztuk Pięknych Uniwersytetu Mikołaja Kopernika Józefowi Markiewiczowi. Projekt przedstawiał 4-metrową rzeźbę granitową oficera ogniowego i amunicyjnego stojących na 8-metrowym cokole. Koncepcja ta została zatwierdzona przez Wydział Kultury Miejskiej Rady Narodowej w Toruniu.
|Dopiero na początku 1949 powstał Komitet Budowy Pomnika Artylerzysty. Przewodniczącym Komitetu został Jan Wardach, przewodniczący Miejskiej Rady Narodowej. Zostały powołane trzy sekcje komitetu: propagandowa, finansowa i techniczno-artystyczna. Powołano także grupę ekspertów, która miała czuwać nad artystyczną formą pomnika (prof. Stefan Narębski, prof. Józef Kozłowski z UMK, kpt. Edmund Murawski oraz Mędrzewski, Dobrzalski i Stępczyński).
Prace weszły więc w fazę realizacji. Narastające koszty wskazywały na trudności sfinansowania tego zamierzenia. Dlatego też zrezygnowano z budowy pomnika, a zebrane fundusze przekazano na budowę osiedla mieszkaniowego Kaszownik. Na planowanym miejscu na placu Artylerii już wcześniej wybudowano zastępczy element w formie dwóch luf i pocisków artyleryjskich z XVIII wieku. Do luf tych później wykonano kamienno-betonową podstawę według projektu Henryka Siwickiego. W tej formie zastępczej budowla ta istnieje do dziś.
Myśl zbudowania Pomnika Artylerzysty wciąż nurtowała nie tylko artylerzystów, ale również niektórych obywateli miasta Torunia. W 1977 zawiązała się grupa inicjatywna na czele z komendantem WSOWRiA płk. dypl. Stanisławem Żakiem, w której skład weszli: płk inż. Zbigniew Frajndt, ppłk mgr Kazimierz Wyszyński i Benedykt Leszczyński. Zaczęła się kształtować koncepcja organizacyjna pracy nad pomnikiem, lokalizacji i następnie samego pomnika. Do powstałego Komitetu wchodzili przedstawiciele wojska, władz miejskich i wojewódzkich oraz zakładów pracy: Elana, Predom Metron, Ema Apator, Kuratorium i Inspektorat Oświaty. Patronat nad budową pomnika objął Główny Inspektor Obrony Terytorialnej, wiceminister obrony narodowej gen. broni Tadeusz Tuczapski.
Projekt pomnika wykonał gdański rzeźbiarz Franciszek Duszeńko. Wybrany projekt pomnika symbolizuje artylerię od najdawniejszych czasów. Swym poziomym rozwiązaniem wskazuje na trud i siłę artylerzystów w walce. Płaskorzeźby prawej strony cokołu symbolizują artylerię polską w 1939, z lewej zaś – artylerię lat 1944–1945. W rzeźbie tej są ujęte wszystkie rodzaje dział polskich biorących udział w II wojnie światowej. Na tylnej ścianie pomnika są przedstawione sylwetki starszych dział, głównie z okresu powstań narodowych. Całość wieńczy grupa artylerzystów z centralną postacią oficera ogniowego zastygłego w geście wydawania komendy „Ognia”. Obok niego amunicyjny i inni funkcyjni obsługi działa. Blok ma 8 m wysokości i 13 m długości. Całość pomnika przedstawia zarys działa, stąd jego wydłużony kształt. Z przodu pomnika zaprojektowano znicz w kształcie odłamka pocisku artyleryjskiego, a przy nim napis „Wieczna cześć i chwała polskim artylerzystom”.
Pomnik został sfinansowany dzięki składkom kół Związku Bojowników o Wolność i Demokrację, Ministerstwa Obrony Narodowej, Rady Ochrony Pamięci Walk i Męczeństwa oraz toruńskich firm.
Wkład społeczeństwa, wojska i kombatantów ukazują nadsyłane składki na budowę pomnika. Społeczne fundusze na budowę pomnika Polskich Artylerzystów wynosiły 9 649 220,15 zł, z czego na wojskowe składki i wypracowane fundusze przez żołnierzy przypada 3 458 175,90 zł oraz czyn społeczny żołnierzy 3 500 000 zł. Zakłady pracy i instytucje z całego kraju wpłaciły 2 274 306,50 zł, ZBoWiD – 147 410 zł, młodzież – 246 407,75 zł, składki nadsyłane indywidualnie – 22 920 zł. 
Latem 1979 ukształtowała się ostatecznie koncepcja pomnika Polskich Artylerzystów i jego lokalizacja na placu Zwycięstwa. Podjęto prace nad pokryciem placu płytami granitowymi, główne prace w tym zakresie wykonywali żołnierze pod kierownictwem specjalistów robót drogowych miasta. Projekty oświetleniowe i komunikacyjne wykonały: Zakład Energetyczny i Zakład Komunikacji Miejskiej. W czerwcu wykonano fundamenty pod pomnik. W czynie społecznym na placu Zwycięstwa brało udział 5068 osób, które przepracowały 40 408 roboczogodzin. Uczestniczyli w tym czynie żołnierze, kombatanci, jak również mieszkańcy Torunia. Ostateczny odbiór pomnika nastąpił 11 października, w przededniu jego odsłonięcia.
12 października 1980 odbyła się uroczystość odsłonięcia pomnika. Odsłonięcia dokonał gen. broni Tadeusz Tuczapski w towarzystwie dowódcy POW gen. dyw. Józefa Użyckiego, szefa Wojsk Rakietowych i Artylerii WP gen. bryg. Ryszarda Kubiczka, komendanta WSOWRiA i jednocześnie dowódcy garnizonu toruńskiego płk. dypl. Kazimierza Chudego oraz przedstawicieli władz wojewódzkich i miejskich. Ponadto w uroczystości wzięli udział przedstawiciele wszystkich jednostek artyleryjskich Wojska Polskiego oraz artylerzyści kombatanci, a wśród nich gen. bryg. w st. spocz. Antoni Frankowski. Na zakończenie uroczystości delegacje wojska i społeczeństwa złożyły wieńce i wiązanki kwiatów.  
Z okazji odsłonięcia monumentu został wydany pamiątkowy medal. 
W 1993 do pomnika została dołączona tablica upamiętniająca 70 lat istnienia w Toruniu Oficerskiej Szkoły Artylerii. Do 2002 przed pomnikiem co roku odbywały się promocje oficerskie jej absolwentów.

## Nowa lokalizacja dla monumentu
Decyzja o przeniesieniu Pomnika Artylerii Polskiej – wcześniej konsultowana społecznie i za zgodą władz Garnizonu Toruń – zapadła w 2014. Za nową lokalizację monumentu wybrano pl. Towarzystwa Miłośników Torunia. Powodem przeniesienia pomnika była decyzja władz Torunia i Ministerstwa Sprawiedliwości dotycząca budowy na pl. Zwycięstwa gmachu Sądu Rejonowego, która rozpoczęła się w 2018. Pomnik przeniesiono w 2015.